# Cas Barcelona Traction
El cas Barcelona Traction és un cas de dret públic internacional sobre l'abús de drets. Aquest litigi internacional va afectar la companyia Barcelona Traction, Light and Power, amb domicili social a Toronto, Canadà, i operada a Barcelona. La sentència es produí el 5 de febrer de 1970.
El govern d'Espanya, a la dècada dels anys 1960, va incrementar les dificultats per operar a Espanya a les empreses estrangeres, la qual cosa va fer perdre diners als accionistes de la companyia (de nacionalitat belga), qui van intentar reclamar a l'estat espanyol a través de la Cort Internacional de Justícia. La Cort va dictaminar a favor de l'Estat espanyol, mantenint que només podia demandar l'estat d'on era nacional la companyia (en aquest cas, Canadà).
Aquest cas entre Bèlgica i Espanya va sembrar un important precedent en el Dret internacional, ja que va determinar que la nacionalitat nominal d'una companyia prevalia sobre la seva nacionalitat efectiva. En aquest cas, la companyia era formalment canadenca, però de facto es tractava d'una companyia de capital belga. També és important pel fet que va assentar la base segons la qual la protecció diplomàtica d'un Estat sota Dret internacional públic afecta no solament els individus, sinó també les persones jurídiques.

## Fets
Barcelona Traction, Light i Power Company, Ltd era una corporació constituïda al Canadà, amb seu central a Toronto, que fabricava i subministrava electricitat a Espanya. Havia emès bons a inversors no espanyols, però durant la Guerra Civil espanyola (1936-39), el govern espanyol es va negar a permetre que BTLP transferís monedes als pagadors dels interessos que tenien. El 1948, un grup de posseïdors de bons va demandar a Espanya per declarar que BTLP no havia pagat els interessos. El tribunal espanyol va permetre la seva demanda. El negoci es va vendre, el superàvit es va distribuir als titulars de les obligacions i es va pagar una petita quantitat als accionistes. Els accionistes del Canadà van aconseguir convèncer el Canadà i altres estats de queixar-se que Espanya havia negat la justícia i violava una sèrie d'obligacions del tractat. Tot i això, el Canadà finalment va acceptar que Espanya tenia el dret d'evitar que BTLP transferís moneda i declari BTLP en fallida.
La majoria de les accions pertanyien al holding belga Sofina a través de la seva filial Sidro. El govern belga es va queixar, insistint que el govern espanyol no havia actuat correctament. Van presentar una reclamació inicial a la Cort Internacional de Justícia el 1958, però després la van retirar per permetre negociacions. Les negociacions posteriors es van trencar, i es va presentar una nova reclamació el 1962. Espanya va afirmar que Bèlgica no tenia veu, perquè BTLP era una empresa canadenca.

## Judici
El Tribunal Internacional de Justícia va declarar que Bèlgica no tenia gens d'interès legal en la qüestió per justificar la presentació d'una reclamació. Tot i que els accionistes belgues van patir si es va cometre un error a la companyia, només els drets de la companyia podrien haver estat infringits per les accions d'Espanya. Només seria afectat el dret dels accionistes (com els dividends) que l'estat dels accionistes tingués un dret d'actuació independent. Era una regla general de dret internacional, quan es comet un acte il·lícit contra una empresa, només l'estat de constitució de l'empresa podia demandar, i com que el Canadà havia optat per no fer-ho, no hi havia més recorregut. La idea d'una "protecció diplomàtica" dels accionistes no era inflexible perquè crearia confusió i inseguretat en les relacions econòmiques, ja que les accions són "àmpliament disperses i canvien amb freqüència de mans". El tribunal també va dir que un estat està obligat a donar la mateixa protecció legal a les inversions estrangeres i nacionals, sigui per a persones físiques o jurídiques, quan les admet al seu territori.